# Търновци (община Могила)
Вижте пояснителната страница за други значения на Търновци.
Търновци (на македонска литературна норма: Трновци) е село в южната част на Северна Македония, в община Могила.

## География
Селото е разположено на 620 m надморска височина в областта Пелагония, югозападно от град Прилеп и североизточно от Битоля в североизточното подножие на Дървеник. Землището е с площ 11,8 km2, от които обработваемо землище 664 ha, пасища 202 ha и гори 232 ha.

## История
В XIX век Търновци е село в Битолска кааза на Османската империя. Според статистиката на Васил Кънчов („Македония. Етнография и статистика“) от 1900 година Търновци има 450 жители, всички българи мохамедани.
На Етнографската карта на Битолския вилает на Картографския институт в София от 1901 година Търновци е чисто албанско село в Битолската каза на Битолския санджак с 91 къщи.
Според Никола Киров („Крушово и борбите му за свобода“) към 1901 година Търновци има 110 турски къщи.
Църквата в селото „Рождество Богородично“ е изградена в 1983 година.
Според преброяването от 2002 година селото има 427 жители, от които 383 северномакедонци, 30 албанци, 13 турци и 1 друг.
| Година    | 1948 | 1953 | 1961 | 1971 | 1981 | 1991 | 1994 | 2002 |
| --------- | ---- | ---- | ---- | ---- | ---- | ---- | ---- | ---- |
| Население | 1129 | 1312 | 839  | 873  | 736  | 642  | 435  | 427  |

| Националност     | Всичко |
| северномакедонци | 383    |
| албанци          | 30     |
| турци            | 13     |
| цигани           | 0      |
| власи            | 0      |
| сърби            | 0      |
| бошняци          | 0      |
| други            | 1      |